# لوئیس اررا کامپینس
لوئیس آنتونیو اررا کامپینس (اسپانیایی: Luis Antonio Herrera Campins‎); (زادهٔ ۴ مه ۱۹۲۵ – درگذشتهٔ ۹ نوامبر ۲۰۰۷) یک سیاست‌مدار اهل ونزوئلا بود. وی از سال ۱۹۷۹ تا ۱۹۸۴ رئیس جمهور ونزوئلا بود.